# Droit de la construction
Le droit de la construction est une branche du droit civil et du droit immobilier qui traite :
- du droit de mitoyenneté et des servitudes foncières ;
- des constructeurs (architectes, entrepreneurs, promoteurs, particuliers) ;
- des garanties et des assurances des constructions :
  - garantie trentenaire ;
  - garantie décennale ;
  - garantie biennale ;
  - garantie de parfait achèvement ;
- des contrats de construction de maisons individuelle, et de leur exécution ;
- des contrats de promotion immobilière et de vente en état futur d'achèvement (VEFA) ;
- des marchés et conventions d'engagement des entreprises de construction ;
- de la réception des travaux ;
- des lotissements ;
- des baux à construction ;
- du bail commercial ;
- du bail emphytéotique ;
- des règles de l'art et normes professionnelles en matière de construction ;
- des vices de construction, des expertises judiciaires.

Il comprend aussi des dispositions législatives et réglementaires en matière de :
- normes de construction et d'habitabilité ;
- classement et protection des monuments historiques.

En France, les textes juridiques concernant le droit de la construction sont insérés dans le code civil (notamment articles 1792 et suivants) ainsi que dans le Code de la construction et de l'habitation, qu'il ne faut pas confondre avec le Code de l'urbanisme qui comprend toutes les dispositions de droit public et administratif relatives à l'aménagement du territoire.
Plusieurs professions ont à connaître du droit de la construction: architectes, juriste d'entreprise spécialisés en droit de la construction, etc.

## Droit québécois
En droit québécois, la Régie du bâtiment administre plusieurs lois et règlements relatives au droit de la construction. Au niveau du droit des sûretés, l'hypothèque légale de la construction permet au créanciers de l'industrie de la construction de passer devant les autres créanciers hypothécaires dans l'ordre de collocation.